# Konstantinos Galanopoulos
Konstantinos Galanopoulos (Grieks: Κωνσταντίνος Γαλανόπουλος) (Athene, 28 december 1997) is een Grieks voetballer die doorgaans speelt als middenvelder. In juli 2025 verliet hij APOEL Nicosia. Galanopoulos maakte in 2018 zijn debuut in het Grieks voetbalelftal.

## Clubcarrière
Galanopoulos speelde in de jeugdopleiding van AEK Athene en maakte bij die club ook zijn debuut. Op 31 mei 2016 werd met 1–0 verloren van Panionios door een doelpunt van Giorgos Masouras. Galanopoulos begon op de reservebank en van coach Stelios Manolas mocht hij in de rust invallen voor Bruno Zuculini. Zijn eerste professionele doelpunt volgde op 10 december 2016, toen in eigen huis werd gespeeld tegen Levadiakos. André Simões opende de score voor AEK, waarna Tomáš Pekhart de voorsprong verdubbelde. Galanopoulos, die van coach José Morais de hele wedstrijd mee mocht spelen, was goed voor de derde treffer. Uiteindelijk besliste Patricio Rodríguez de eindstand op 4–0. De Griekse middenvelder verlengde in april 2017 zijn verbintenis tot medio 2021. Drie jaar later werden er nog twee seizoenen aan het contract toegevoegd. In juni 2023 werd de verbintenis van Galanopoulos opengebroken en verlengd tot medio 2025.
Galanopoulos verkaste in januari 2025 transfervrij naar APOEL Nicosia, nadat hij in de eerste seizoenshelft twee officiële wedstrijden voor AEK Athene had gespeeld.

## Clubstatistieken
| Seizoen | Club          | Competitie   | Competitie | Competitie | Beker | Beker | Internationaal | Internationaal | Totaal | Totaal |
| Seizoen | Club          | Competitie   | Wed.       | Dlp.       | Wed.  | Dlp.  | Wed.           | Dlp.           | Wed.   | Dlp.   |
| ------- | ------------- | ------------ | ---------- | ---------- | ----- | ----- | -------------- | -------------- | ------ | ------ |
| 2015/16 | AEK Athene    | Super League | 1          | 0          | 0     | 0     | 0              | 0              | 1      | 0      |
| 2016/17 | AEK Athene    | Super League | 18         | 2          | 9     | 1     | 1              | 0              | 28     | 3      |
| 2017/18 | AEK Athene    | Super League | 19         | 0          | 6     | 0     | 10             | 0              | 35     | 0      |
| 2018/19 | AEK Athene    | Super League | 17         | 1          | 0     | 0     | 9              | 0              | 26     | 1      |
| 2019/20 | AEK Athene    | Super League | 13         | 1          | 1     | 0     | 2              | 0              | 12     | 0      |
| 2020/21 | AEK Athene    | Super League | 19         | 4          | 4     | 1     | 4              | 0              | 27     | 5      |
| 2021/22 | AEK Athene    | Super League | 1          | 0          | 0     | 0     | 0              | 0              | 1      | 0      |
| 2022/23 | AEK Athene    | Super League | 12         | 0          | 5     | 0     | —              | —              | 17     | 0      |
| 2023/24 | AEK Athene    | Super League | 14         | 0          | 0     | 0     | 5              | 1              | 19     | 1      |
| 2024/25 | AEK Athene    | Super League | 0          | 0          | 1     | 0     | 1              | 0              | 2      | 0      |
| 2024/25 | APOEL Nicosia | A Divizion   | 14         | 1          | 2     | 1     | 2              | 0              | 18     | 2      |
| Totaal  | Totaal        | Totaal       | 128        | 9          | 28    | 3     | 34             | 1              | 190    | 13     |

Bijgewerkt op 3 juli 2025.

## Interlandcarrière
Galanopoulos maakte op 15 mei 2018 zijn debuut in het Grieks voetbalelftal, toen met 2–0 verloren werd van Saoedi-Arabië door doelpunten van Salem Al-Dawsari en Mohamed Kanno. De verdediger mocht van bondscoach Michael Skibbe in de basis beginnen en hij speelde de volledige negentig minuten mee. De andere Griekse debutanten waren Dimitris Giannoulis, Spyros Risvanis (beiden Atromitos), Thanasis Androutsos, Dimitris Nikolaou (beiden Olympiakos), Mihalis Manias (Asteras Tripoli), Dimitris Limnios (PAOK Saloniki) en Vasilis Lambropoulos (eveneens AEK Athene).
Galanopoulos maakte op 18 november 2019 zijn eerste interlanddoelpunt, tijdens zijn derde optreden. Hij zorgde toen na goals van Teemu Pukki en Petros Mantalos voor de 2–1 in een met diezelfde cijfers gewonnen kwalificatiewedstrijd voor het EK 2020 tegen Finland.
| Interlands van Konstantinos Galanopoulos voor Griekenland | Interlands van Konstantinos Galanopoulos voor Griekenland | Interlands van Konstantinos Galanopoulos voor Griekenland | Interlands van Konstantinos Galanopoulos voor Griekenland | Interlands van Konstantinos Galanopoulos voor Griekenland | Interlands van Konstantinos Galanopoulos voor Griekenland | Interlands van Konstantinos Galanopoulos voor Griekenland |
| №                                                         | Datum                                                     | Wedstrijd                                                 | Uitslag                                                   | Competitie                                                | Goals                                                     |                                                           |
| Als speler bij AEK Athene                                 | Als speler bij AEK Athene                                 | Als speler bij AEK Athene                                 | Als speler bij AEK Athene                                 | Als speler bij AEK Athene                                 | Als speler bij AEK Athene                                 | Als speler bij AEK Athene                                 |
| --------------------------------------------------------- | --------------------------------------------------------- | --------------------------------------------------------- | --------------------------------------------------------- | --------------------------------------------------------- | --------------------------------------------------------- | --------------------------------------------------------- |
| 1                                                         | 15 mei 2018                                               | Saoedi-Arabië – Griekenland                               | 2 – 0                                                     | Vriendschappelijk                                         |                                                           |                                                           |
| 2                                                         | 15 oktober 2019                                           | Griekenland – Bosnië en Herzegovina                       | 2 – 1                                                     | EK 2020 kwalificatie                                      |                                                           |                                                           |
| 3                                                         | 15 november 2019                                          | Armenië – Griekenland                                     | 0 – 1                                                     | EK 2020 kwalificatie                                      |                                                           |                                                           |
| 4                                                         | 18 november 2019                                          | Griekenland – Finland                                     | 2 – 1                                                     | EK 2020 kwalificatie                                      | 70'                                                       |                                                           |
| 5                                                         | 3 juni 2021                                               | België – Griekenland                                      | 1 – 1                                                     | Vriendschappelijk                                         |                                                           |                                                           |
| 6                                                         | 6 juni 2021                                               | Noorwegen – Griekenland                                   | 1 – 2                                                     | Vriendschappelijk                                         |                                                           |                                                           |
| 7                                                         | 17 november 2023                                          | Griekenland – Nieuw-Zeeland                               | 2 – 0                                                     | Vriendschappelijk                                         |                                                           |                                                           |
| 8                                                         | 21 november 2023                                          | Griekenland – Frankrijk                                   | 2 – 2                                                     | EK 2024 kwalificatie                                      |                                                           |                                                           |
| Als speler bij APOEL Nicosia                              |                                                           |                                                           |                                                           |                                                           |                                                           |                                                           |
| 9                                                         | 23 maart 2025                                             | Schotland – Griekenland                                   | 0 – 3                                                     | Nations League 2024/25                                    |                                                           |                                                           |

Bijgewerkt op 3 juli 2025.

## Erelijst
| Super League    | 2 | 2017/18, 2022/23 |
| Kupello Elladas | 1 | 2022/23          |